# Princ Bajaja (film, 1971)
Princ Bajaja je hraný film režiséra Antonína Kachlíka z r. 1971 podle stejnojmenné pohádky Boženy Němcové. Hlavním hrdinou je mladý princ Bajaja, který ztratil rodiče a proto se vydává do světa. Na cizím královském dvoře se zamiluje do princezny Slavěny a přemůže nejen zlého draka, ale i Černého prince.

## Obsah
Princ Bajaja se po smrti svých rodičů vydává do světa. Na cestě potká kumpány krále loupežníků, Černého prince. Dojde k pastýři, který mu poví příběh zdejší princezny Slavěny. To tenkrát vpadl do království drak. Aby se král toho zlého draka zbavil, musel mu slíbit svou právě narozenou dceru a poté drak zmizel. Princezně bude brzy 18 let a náš drak se přihlásí o to, co mu bylo kdysi slíbeno. Bajaja se vydá do hostince, kde se setká s Černým princem a zachrání ho mluvící kůň. Na zahradě se seznámí s onou princeznou Slavěnou, do které se zamiluje. Poté odjede do skal, kde mu koník poradí, aby si zavázal oko a vydával se za zahradníka. Přitom by byl němý. Potkává zahradníka, který mu též něco prozradí. V království ví kde kdo, co Slavěnu čeká za osud. Bajaja se nechá najmout jako zahradník na hradě. Aby král uchránil svou dceru před drakem, pozval na zámek prince, kteří však neměli nejmenší tušení o drakovi. Když drak přiletěl, aby králi připomněl slib, Bajaja ukázal na Slavěnu, která chtěla vědět pravdu. Dozvěděla se, že když se narodila, přiletěl trojhlavý drak. Proto jí nikdy o něm neřekl, ale nyní bylo pozdě a proto také chtěl sehnat prince, aby ji uchránil před tím drakem. Všichni princové zbaběle utekli, kromě Černého prince, který chtěl pomoci. Bajaja pospíchá za svým koněm, aby mu pomohl.
V onen den je hrad pokryt černou – princezna Slavěna jede za drakem, který by jistě zničil království, kdyby nedostal svou oběť. Princeznu měli všichni rádi. Bajaja si obleče zbroj a vydává se pustit do křížku s drakem. Slavěna vejde do sluje a čeká až drak vyleze. Drak vyleze a princezna z něj má strach. Všemu přihlíží Černý princ se svojí tlupou. Přijíždí neznámý rytíř na koni a pouští se do křížku s drakem. Zraněn je rytíř i drak. Rytíř z koně spadne a Slavěna by ráda viděla neznámému do tváře. Bajaja dýkou zabije draka a slíbí, že se objeví, až přijde čas. Černý princ využije situace a princeznu hrozbou přinutí, aby jeho vydávala za zachránce. Později se koná rytířský turnaj, kde všechny porazí Černý princ, kterého Bajaja porazí. Slavěna řekne pravdu a princ její slova potvrdí. Černý princ i jeho kumpáni jsou shozeni do propasti. Vše končí setkáním Slavěny s Bajajou.

## Obsazení
- Magda Vašáryová – princezna Slavěna
- Ivan Palúch – princ Bajaja (namluvil Petr Štěpánek)
- Fero Velecký – Černý princ (namluvil Petr Čepek)
- Gustav Opočenský – král, otec Slavěny
- Petr Štěpánek – hlas koně
- Vladimír Hlavatý – zahradník